# Campionati europei di duathlon del 1992
I Campionati europei di duathlon del 1992 (III edizione assoluta) si sono tenuti a Madrid in Spagna.
La gara maschile è stata vinta dal britannico Spencer Smith. Quella femminile è stata vinta per la terza volta consecutiva dall'olandese Thea Sybesma.
Si sono aggiudicati il titolo europeo nella categoria junior rispettivamente l'olandese Frank Graftdyk e la svizzera Corina Heuberger.

## Risultati

### Élite uomini
| Pos. | Nome               | Paese       | Corsa    | Bici     | Corsa    | Totale   |
| ---- | ------------------ | ----------- | -------- | -------- | -------- | -------- |
|      | Spencer Smith      | Regno Unito | 00:20:07 | 00:48:53 | 00:11:19 | 01:20:19 |
|      | Steve Burton       | Regno Unito | 00:21:40 | 00:47:15 | 00:11:36 | 01:20:31 |
|      | Urs Dellsperger    | Svizzera    | 00:21:41 | 00:47:57 | 00:11:31 | 01:21:09 |
| 4    | Jiri Seidl         | Rep. Ceca   | 00:21:42 | 00:47:59 | 00:11:50 | 01:21:31 |
| 5    | Mark Koks          | Paesi Bassi | 00:21:42 | 00:48:50 | 00:11:07 | 01:21:39 |
| 6    | Jörg Denzler       | Svizzera    | 00:22:55 | 00:47:10 | 00:11:35 | 01:21:40 |
| 7    | Marcos Barrantes   | Spagna      | 00:21:40 | 00:48:54 | 00:11:08 | 01:21:42 |
| 8    | Olaf Sabatschus    | Germania    | 00:21:58 | 00:48:47 | 00:10:59 | 01:21:44 |
| 9    | Bruno Ferrat       | Francia     | 00:21:54 | 00:48:46 | 00:11:09 | 01:21:49 |
| 10   | Guillaume Bachelot | Francia     | 00:21:41 | 00:49:00 | 00:11:12 | 01:21:53 |

### Élite donne
| Pos. | Atleta             | Paese       | Corsa    | Bici     | Corsa    | Totale   |
| ---- | ------------------ | ----------- | -------- | -------- | -------- | -------- |
|      | Thea Sybesma       | Paesi Bassi | 00:24:55 | 00:54:20 | 00:13:09 | 01:32:24 |
|      | Simone Mortier     | Germania    | 00:25:18 | 00:53:57 | 00:13:15 | 01:32:30 |
|      | Katinka Wiltenburg | Paesi Bassi | 00:25:21 | 00:54:27 | 00:12:52 | 01:32:40 |
| 4    | Dolorita Gerber    | Svizzera    | 00:25:38 | 00:54:16 | 00:12:57 | 01:32:51 |
| 5    | Virginie Lafargue  | Francia     | 00:25:18 | 00:55:14 | 00:12:28 | 01:33:00 |
| 6    | Bianca Van Dijk    | Paesi Bassi | 00:27:08 | 00:52:30 | 00:13:52 | 01:33:30 |
| 7    | Melisa Watson      | Regno Unito | 00:24:39 | 00:56:51 | 00:12:10 | 01:33:40 |
| 8    | Monika Feuersinger | Austria     | 00:25:13 | 00:55:38 | 00:12:50 | 01:33:41 |
| 9    | Jenny Derman       | Regno Unito | 00:25:37 | 00:55:12 | 00:13:05 | 01:33:54 |
| 10   | Natascha Badmann   | Svizzera    | 00:26:11 | 00:55:04 | 00:13:17 | 01:34:32 |

### Junior uomini
| Pos. | Nome           | Paese       | Totale   |
| ---- | -------------- | ----------- | -------- |
|      | Frank Graftdyk | Paesi Bassi | 01:22:47 |
|      | Tiedo Tinga    | Paesi Bassi | 01:27:52 |
|      | Patrick Huzva  | Rep. Ceca   | 01:28:20 |
| 4    | Bas Bastiaans  | Paesi Bassi | 01:28:54 |
| 5    | Michal Pichrt  | Rep. Ceca   | 01:29:02 |

### Junior donne
| Pos. | Atleta                   | Paese      | Totale   |
| ---- | ------------------------ | ---------- | -------- |
|      | Corina Heuberger         | Svizzera   | 01:41:11 |
|      | Anna Balognova           | Slovacchia | 01:44:22 |
|      | Virginia Berasategi Luna | Spagna     | 01:47:08 |
| 4    | Spencel Nadege           | Francia    | 01:50:01 |
| 5    | Sonia Adanez Martin      | Spagna     | 01:50:18 |